# Hachette Livre
Hachette ist ein französischer Verlag, der 1826 von Louis Hachette gegründet wurde. Er wurde 1981 von der Groupe Lagardère übernommen.

## Die Anfänge
Der damals 26-jährige Louis Hachette gründete 1826 unweit der Sorbonne unter dem Namen Brédif seine erste Buchhandlung. Noch im Gründungsjahr wurde die Firma zu Hachette et Compagnie. Im Juli 1833 trat das Gesetz Guizot in Kraft, das vorsah, dass in jeder Ortschaft eine Grundschule zu errichten sei. Louis Hachette begann bereits 1829 als einziger damit, ein Schulheft abécédaire zu entwickeln und konnte so als einziger Lieferant auf Bestellung eine Million Hefte an den Staat liefern.

## Wachstum
Die größten Veränderungen bis zur Jahrhundertwende:
- 1852 Gründung der Bahnhofsbuchhandlungen und das Vertriebsnetz Messageries Hachette
- 1914 Übernahme des Verlages Jules Hetzel, dem Verleger von Jules Verne
- 1954 Angliederung der Verlage/Herausgeber Tallandier, Dunod, Le Livre de Poche und Éditions Grasset & Fasquelle
- 1958 Übernahme Verlag Arthème Fayard
- 1961 Angliederung Éditions Stock
- 1980 Übernahme durch die Matra-Gruppe
- 1983 Angliederung des Herausgebers Marabout
- 1993 Übernahme von Calmann-Levy
- 1996 Fusion mit der Groupe Hatier
- 2003 Übernahme der Verlage Larousse, Armand Colin und Anaya (frei durch die Auflösung der Gruppe Vivendi)

Der Verlag Hachette war 2010 der größte französische Verlag mit einem Umsatz von 2,1 Milliarden Euro. Auch in Spanien gehörte er zu den größten Verlagen.
Das Hauptquartier ist im 15. Arrondissement von Paris (Quai de Grenelle).

Als Teil von Lagardère Media (Lagardère Publishing) ist ihm auch die US-amerikanische  Hachette Book Group zugeordnet (entstanden aus der Übernahme der Verlagsabteilung von Time-Warner 2006). Hachette Livre ist ein Imprint von Lagardère.

## Bibliotèque rose, Bibliotèque verte
Entstanden ist die „Bibliothèque rose“ bei einer Aktion 1852, als Louis Hachette nach einem Vertrag mit sieben Eisenbahngesellschaften die „Bahnhofsbuchhandlungen“ gründete. In diesen gab es neben Reiseführern („Guides Joanne“) auch Romane, unter anderem von Charles Dickens, Gérard de Nerval, George Sand und in der „Bibliothèque rose“ auch Werke wie die der Comtesse de Ségur (Kinderbücher und Märchen). Letztere waren zu der Zeit aber keineswegs Kinderbücher im heutigen Sinne.
1919 wurden bei der Umstellung der Firma von „Hachette et Cie“ zu „Librairie Hachette“, die Guides Joanne in „Guides bleus“ umbenannt und die „Bibliothèque verte“ ins Leben gerufen.
Ab welchem Zeitpunkt die heutige Zuordnung zu Kinder- und Jugendbüchern in der Unterscheidung männlich – weiblich stattgefunden hat, ist nicht sicher nachzuvollziehen. Hachette ist heute bekannt für seine Einteilung der Jugendliteratur in zwei Farben.